# Nonato (ur. 1979)
Raimundo Nonato de Lima Ribeiro (ur. 5 lipca 1979) – brazylijski piłkarz występujący na pozycji napastnika.

## Kariera piłkarska
Od 1997 do 2010 roku występował w Ituano, EC Bahia, Daegu FC, FC Seoul, Goiás EC, Fortaleza, Consadole Sapporo, Atlético Goianiense, Treze, Mixto i ABC.